# 1939 Loretta
1939 Loretta este un asteroid din centura principală, descoperit pe 17 octombrie 1974 de Charles Kowal.